# Rosatom
Rosatom (nom complet, en russe : Государственная корпорация по атомной энергии, en français : Société nationale pour l’énergie atomique) est une entreprise publique russe spécialisée dans le secteur de l'énergie nucléaire, qui regroupe plus de 300 entreprises et organisations et emploie 250 000 personnes,,.
Rosatom couvre l'ensemble des secteurs de l'énergie nucléaire : l'ingénierie et le design, la construction et le démantèlement de centrales nucléaires, l'ingénierie énergétique, le fonctionnement des centrales nucléaires, toutes les étapes du cycle du combustible nucléaire et la gestion des déchets radioactifs, ainsi que la production d'équipements et de produits isotopes pour les besoins de la médecine nucléaire, la recherche scientifique, la science des matériaux, les superordinateurs et les logiciels,. Rosatom exploite une flotte de brise-glaces nucléaires .
Le siège de la société est situé à Moscou et son directeur général est Alexey Likhachev.
Selon de nombreuses sources d'enquête occidentales, la gouvernance de Rosatom est entièrement soumise à Poutine qui l'utilise comme une arme géopolitique de pénétration des marchés étrangers et de dépendance à ses services de fournitures de combustibles ou de gestion de centrales.

## Histoire
Au regard de sa création comme ministère, l'histoire de Rosatom est étroitement liée à celle du nucléaire en Russie.
En 1950, le gouvernement russe prend la décision d'exploiter l'énergie atomique à des fins pacifiques. Plusieurs projets sont réalisés dans les années suivantes :
- La construction de la centrale nucléaire d'Obninsk, la première centrale nucléaire au monde, en 1954[6];
- La mise en service du BR-1, le premier réacteur russe à neutrons rapides, en 1955[6];
- La construction du premier brise-glace nucléaire civil, le 20 novembre 1953[6];
- La commande du premier réacteur à eau pressurisée, model VVER, avec une capacité de 210 MW, pour la centrale nucléaire de Novovoronezh-1, en 1964[6];

En janvier 1992, après la chute de l'Union soviétique, le ministère de l'énergie atomique russe, MINATOM, et l'industrie de l'URSS sont restructurés et transférés dans le ministère domestique de l'électricité.
Le 9 mars 2004, le ministère devient agence fédérale de l'énergie atomique.
En 2007, le ministère est transformé en entreprise publique, sous le nom de Rosatom : la société a été officiellement créée le 18 décembre 2007. Son statut, ses buts et ses objectifs, ses fonctions et ses pouvoirs sont définis dans la loi fédérale no 317-FZ du 1er décembre 2007, sur la société d'État « Rosatom ». En 2021, le chiffre d'affaires de la société s'élève à 1,2 million d'euros.

## Projets

### Nouvelles centrales nucléaires
En avril 2019, la compagnie d'état russe Rosatom affiche un carnet de commandes de 133 milliards de dollars pour 6 contrats de réacteurs décrochés en Russie et 33 contrats à l'étranger, en particulier en Asie : Inde, Pakistan, Bangladesh. Mais le financement de ces projets s'avère difficile; Rosatom est donc amené à renforcer ses coopérations avec des fournisseurs occidentaux, car pour vendre à l'étranger, il a besoin de leurs technologies pour rassurer les clients, convaincre les autorités internationales de sûreté et trouver des financements. Dans les faits, la construction officielle (coulage du béton du bâtiment réacteur) a débuté pour six réacteurs en Russie et sept à l’étranger (Biélorussie, Inde, Bangladesh et Turquie).

#### En Russie
25 réacteurs sont planifiés et proposés officiellement, mais pas encore en construction, et 22 unités sont seulement proposées,,.
| Nom                | Lieu                               | Nombre de réacteurs | Type de réacteur | Capacité électrique (MW) | Début de la construction |
| ------------------ | ---------------------------------- | ------------------- | ---------------- | ------------------------ | ------------------------ |
| Akademik Lomonosov | Pevek, Chukotka Autonomous Okrug   | 1                   | KLT-40S          | 38                       | 2007                     |
| Akademik Lomonosov | Pevek, Chukotka Autonomous Okrug   | 2                   | KLT-40S          | 38                       | 2007                     |
| Novovoronezh-2     | Novovoronezh, Voronezh Oblast      | 2                   | VVER-1200        | 1195                     | 2009                     |
| Leningrad-2        | Near Sosnovy Bor, Leningrad Oblast | 2                   | VVER-1200        | 1199                     | 2010                     |
| Kursk-2            | Makarovka, Kursk Oblast            | 1                   | VVER-1300TOI     | 1255                     | 2018                     |
| Baltic-1           | Neman, Kaliningrad Oblast          | 1                   | VVER-1200        | 1194                     | 2012                     |

#### À l'étranger
Rosatom détient 67% du marché de construction des installations nucléaires dans le monde, avec un portefeuille de commandes qui dépasse 133 milliards $.
| Nom        | Pays       | Lieu                          | Nombre de réacteurs | Statut          | Type de réacteur | Début de la construction |
| ---------- | ---------- | ----------------------------- | ------------------- | --------------- | ---------------- | ------------------------ |
| Akkuyu     | Turquie    | Akkuyu, Mersin                | 1                   | En construction | VVER-1200        | 2018                     |
| Akkuyu     | Turquie    | Akkuyu, Mersin                | 2                   | En construction | VVER-1200        | 2019                     |
| Akkuyu     | Turquie    | Akkuyu, Mersin                | 3                   | En construction | VVER-1200        | 2020                     |
| Akkuyu     | Turquie    | Akkuyu, Mersin                | 4                   | En construction | VVER-1200        | 2021                     |
| Belarusian | Belarus    | Astravets, Grodno Region      | 1                   | En construction | VVER-1200        | 2013                     |
| Belarusian | Belarus    | Astravets, Grodno Region      | 2                   | En construction | VVER-1200        | 2014                     |
| Bushehr-2  | Iran       | Bushehr                       | 2                   | En construction | VVER-1000        | 2019                     |
| Bushehr-2  | Iran       | Bushehr                       | 3                   | En construction | VVER-1000        | 2020                     |
| El Dabaa   | Égypte     | El Dabaa, North Coast         | 1                   | Approuvée       | VVER-1200        | -                        |
| El Dabaa   | Égypte     | El Dabaa, North Coast         | 2                   | Approuvée       | VVER-1200        | -                        |
| Hanhikivi  | Finlande   | Pyhäjoki, Ostrobotnie du Nord | 1                   | Approuvée       | VVER-1200        | 2019                     |
| Tianwan    | Chine      | Lianyungang, Jiangsu          | 4                   | En construction | VVER-1000        | 2013                     |
| Kudankulam | Inde       | Koodankulam, Tamil Nadu       | 3                   | En construction | VVER-1000        | 2017                     |
| Kudankulam | Inde       | Koodankulam, Tamil Nadu       | 4                   | En construction | VVER-1000        | 2017                     |
| Paks-2     | Hongrie    | Paks, Tolna County            | 5                   | Approuvée       | VVER-1200        | 2020                     |
| Paks-2     | Hongrie    | Paks, Tolna County            | 6                   | Approuvée       | VVER-1200        | 2020                     |
| Rooppur    | Bangladesh | Rooppur, Ishwardi             | 1                   | En construction | VVER-1200        | 2017                     |
| Rooppur    | Bangladesh | Rooppur, Ishwardi             | 2                   | En construction | VVER-1200        | 2018                     |

,,

### La technologie Multi-D
En 2008, la société d’ingénierie ASE a engagé le développement de la technologie Multi-D pour les projets de construction des centrales, en coopération avec Dassault Systèmes.
Cette technologie simule la construction de la centrale, tout le processus du design et de développement. Cette solution permet de gérer la conception, la construction, l’exploitation et les modifications des installations de grande envergure dans le domaine nucléaire. Le système intègre des logiciels de différents éditeurs au sein d’une même plateforme. Les ingénieurs et les clients ont eux-mêmes la possibilité de modéliser en détail le processus en s’appuyant sur des données issues de sources multiples.
Les bénéfices tirés de la nouvelle technologie digitale sont l’augmentation de la sûreté, l’optimisation du temps, la réduction des coûts et la supervision pendant tout le processus de construction.
Le 27 juin 2018, ROSATOM et EDF signent un mémorandum pour le développement du système.

### Réacteurs à neutrons rapides
Les derniers réacteurs à neutrons rapides gérés par ROSATOM sont :
- Le BN-600 : depuis 1980 (facteur de capacité : 85 %)
- Le BN-800 : développé en 1983-1993 et connectés au réseau en 2015

La stratégie de ROSATOM d'ici 2050 est de développer la sureté des centrales nucléaires en utilisant les réacteurs rapides pour fermer le cycle du combustible, en particulier à travers le  projet Proryv. Le but du cycle fermé est d’éliminer définitivement la production de déchets radioactifs.

## Recherche et développement
Les organisations de recherche de Rosatom exercent des activités dans la création des matériaux de construction, le développement des nouvelles technologies et d’équipement nucléaire.
Le premier établissement russe, construit en 1943, a été l’institut de recherche Kurchatov, situé à Moscou. Plusieurs instituts ont été créés par la suite :
- L’institut de physique nucléaire de Petersburg
- L’institut de recherche pour les réacteurs atomiques
- L’institut de physique et génie électrique
- L’institut pour la R&D pour le génie électrique

En 2011, Rosatom a créé « Sciences et innovations », société de gestion dont la mission est de gérer les activités scientifiques et de recherche des instituts du groupe, tel le « Russian Scientific Centre ».
En 2017, Rosatom a annoncé augmenter ses investissements de R&D à 4,5 % de son chiffre d'affaires d’ici à 2020.

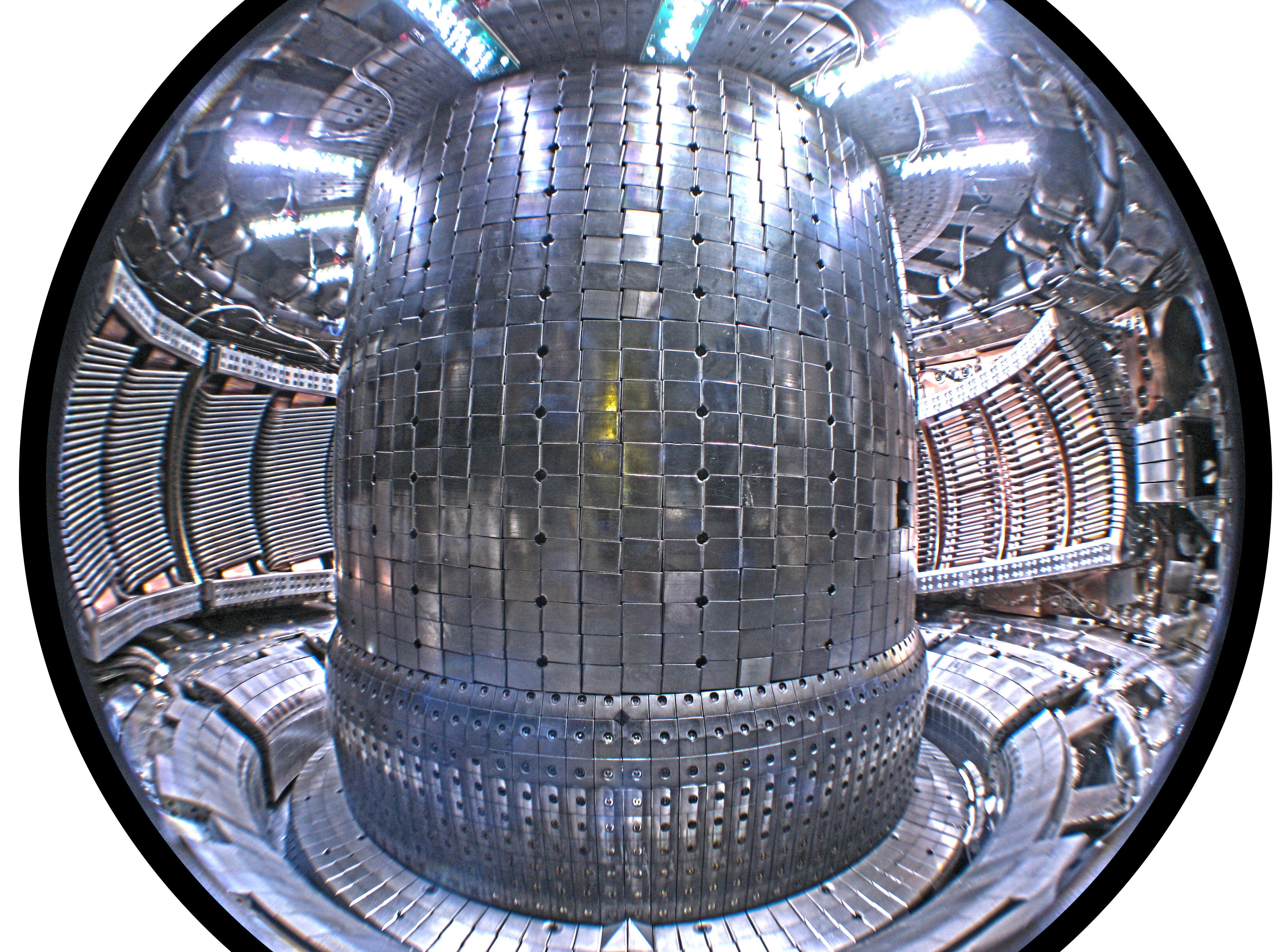
L'intérieur du Tokamak

### Réacteurs de recherche
La Russie possède 29 réacteurs de recherche en activité.
Le groupe ASE et la société Afrikantov OKBM sont les deux entreprises de Rosatom qui s’occupent de la conception des réacteurs de recherche.
- Actuellement[Quand ?], le MBIR, un réacteur à neutrons rapides polyvalent à haut flux, refroidi au sodium, est en construction à Dimitrovgrad, au sein du plus grand centre de recherche de la filiale Science et innovation de Rosatom, le NIIAR (institut de recherche sur les réacteurs atomiques). Avec une puissance thermique de 150 MW, il est conçu pour fonctionner cinquante ans. Son exploitation doit démarrer en 2020 : elle permettra des expérimentations dans la sécurité et l’efficacité de la production d’énergie en cycle fermé, ainsi que dans la médecine nucléaire[6].
- Rosatom participe au projet international ITER, qui regroupe 35 pays pour la recherche collaborative sur la fusion nucléaire. Le but est de construire le plus grand TOKAMAK (acronyme russe pour « chambre toroïdale avec un champ magnétique ») au monde, un dispositif conçu par les physiciens soviétiques dans les années 1950[24],[25],[26].
- Rosatom travaille étroitement avec le CEA, notamment dans le cadre d’un contrat signé en 2017 portant sur la réalisation d’expériences à l’aide du réacteur de recherche à neutrons rapides BOR-60 situé à l’Institut de réacteurs nucléaires (NIIAR) de Dimitrovgrad[27].

### Nouveaux réacteurs
Rosatom est en train[Quand ?] de développer des nouveaux modèles de réacteur comme le VVER-1300TOI et le BN-1200 :
- Le VVER-1300TOI représente une élaboration ultérieure des VVER, en particulier du VVER-1200 : réacteurs développés par le groupe ASE.
- Le BN-1200 fait partie du Projet Proryv. Il s’agit de la version plus élaborée du BN-800. Le modèle sera alimenté au MOX, un mélange d’oxyde d’uranium appauvri et d’oxyde de plutonium, obtenu grâce au recyclage. Le projet Proryv a pour objectif le développement d’une génération future des réacteurs à neutrons rapides et du cycle du combustible fermé associé[6],[28].

### Apprentissage et développement
Le Groupe Rosatom coopère avec un consortium d’universités spécialisées dans le nucléaire. Le consortium comprend 16 universités, parmi lesquelles le NRNU MEPHI et les institutions Rosatom Academy and Rosatom Tech.
Rosatom est en train[Quand ?] de faire évoluer un projet à long terme nommé « Rosatom’s School », dans 21 villes.[réf. souhaitée]
Rosatom a développé un outil intégré pour organiser la planification des programmes nucléaires nationaux d’éducation et formation, l’Octopus Human Resources Planning Information System. Le programme intègre chaque aspect du développement des ressources humaines, telles que la configuration du site et la composition du personnel, le programme de construction, un plan d’action, les dates entre lesquelles on doit compléter les projets et beaucoup d’autres.